# (210290) Borsellino
(210290) Borsellino est un astéroïde de la ceinture principale.

## Description
(210290) Borsellino est un astéroïde de la ceinture principale. Il fut découvert le 13 octobre 2007 à Vallemare Borbona à l'Observatoire astronomique de Vallemare di Borbona par Vincenzo Silvano Casulli. Il présente une orbite caractérisée par un demi-grand axe de 2,93 UA, une excentricité de 0,09 et une inclinaison de 9,4° par rapport à l'écliptique.
Il est nommé d'après Paolo Borsellino (né le 19 janvier 1940 à Palerme, Sicile - mort le 19 juillet 1992 dans la même ville), juge antimafia italien.